# پریش سنت جوزف
پریش سنت جوزف (به لاتین: Saint Joseph Parish, Dominica) یک قصبه در دومینیکا است.

## خصوصیات
سنت جوزف پاریش ۵٬۶۳۷ نفر جمعیت دارد.